# Dawsonia polytrichoides
Dawsonia polytrichoides är en bladmossart som beskrevs av R. Brown 1811. Dawsonia polytrichoides ingår i släktet Dawsonia och familjen Polytrichaceae. Inga underarter finns listade i Catalogue of Life.